# پینتون
latitudeپینتونlongitudeپینتون
پینتون (به انگلیسی: Paignton) شهری در منطقهٔ گلاسگو کشور انگلستان است که این کشور خود بخشی از بریتانیا محسوب می‌شود. این شهر در سال ۱۹۹۱ میلادی ۴۲٫۹۸۹ نفر جمعیت داشته و در سرشماری سال ۲۰۰۱ جمعیت آن به ۴۷٫۳۹۸ نفر رسیده‌است. میزان رشد سالانهٔ جمعیت پینتون ‎۰٫۸۱ درصد می‌باشد و جمعیت این شهر در سال ۲۰۱۲ به ۵۱٫۸۱۷ نفر تغییر یافت.